# Phaegorista albomaculata
Phaegorista albomaculata là một loài bướm đêm trong họ Erebidae.